# Саут-Індіан-Лейк
Саут-Індіан-Лейк (англ. South Indian Lake) — індіанське поселення в Канаді, у провінції Манітоба, у межах невключеної частини переписної області №23.

## Населення
За даними перепису 2016 року, індіанське поселення нараховувало 981 особу, показавши зростання на 27,9%, порівняно з 2011-м роком. Середня густина населення становила 105,5 осіб/км².
З офіційних мов обидвома одночасно володіли 5 жителів, тільки англійською — 970, а 5 — жодною з них. Усього 335 осіб вважали рідною мовою не одну з офіційних, з них усі — одну з корінних мов.
Працездатне населення становило 46,9% усього населення, рівень безробіття — 26,7% (34,3% серед чоловіків та 16% серед жінок). 91,7% осіб були найманими працівниками, а 3,3% — самозайнятими.
Середній дохід на особу становив $20 793 (медіана $14 656), при цьому для чоловіків — $20 321, а для жінок $21 314 (медіани — $15 072 та $14 544 відповідно).
18,8% мешканців мали закінчену шкільну освіту, не мали закінченої шкільної освіти — 65,6%, 16,4% мали післяшкільну освіту, з яких 28,6% мали диплом бакалавра, або вищий.
| Статево-вікова структура населення | Статево-вікова структура населення | Статево-вікова структура населення | Статево-вікова структура населення | Статево-вікова структура населення |
| ---------------------------------- | ---------------------------------- | ---------------------------------- | ---------------------------------- | ---------------------------------- |
|                                    |                                    |                                    |                                    |                                    |
| Всього                             | Всього                             | 51,0%49,0%                         |                                    |                                    |
| 0 — 14 років                       | 0 — 14 років                       |                                    | 34,7%                              | 34,7%                              |
| 15 — 64 років                      | 15 — 64 років                      |                                    | 60,7%                              | 60,7%                              |
| 65 і більше                        | 65 і більше                        |                                    | 4,6%                               | 4,6%                               |
| 85 і більше                        | 85 і більше                        |                                    | 0,5%                               | 0,5%                               |
| Середній вік (років)               | Середній вік (років)               | 26,926,5                           | 26,7                               | 26,7                               |
| Медіана (років)                    | Медіана (років)                    | 22,921,9                           | 22,5                               | 22,5                               |
| — чоловіки — жінки                 |                                    |                                    |                                    |                                    |

| Походження мешканців:     | Походження мешканців:     | Походження мешканців: | Походження мешканців: | Походження мешканців: |
| ------------------------- | ------------------------- | --------------------- | --------------------- | --------------------- |
| Походження                |                           |                       | осіб                  | %                     |
| Корінні американці        | Корінні американці        |                       | 955                   | 97.45%                |
| Інше північноамериканське | Інше північноамериканське |                       | 20                    | 2.04%                 |
| Європейське               | Європейське               |                       | 155                   | 15.82%                |
| британське                | британське                |                       | 110                   | 11.22%                |
| французьке                | французьке                |                       | 35                    | 3.57%                 |

| Зайнятість населення за галузями (за класифікацією NOC): | Зайнятість населення за галузями (за класифікацією NOC): | Зайнятість населення за галузями (за класифікацією NOC): | Зайнятість населення за галузями (за класифікацією NOC): | Зайнятість населення за галузями (за класифікацією NOC): |
| -------------------------------------------------------- | -------------------------------------------------------- | -------------------------------------------------------- | -------------------------------------------------------- | -------------------------------------------------------- |
|                                                          |                                                          |                                                          |                                                          |                                                          |
| Управління                                               | Управління                                               |                                                          | 7%                                                       | 7%                                                       |
| Бізнес, фінанси та адміністрування                       | Бізнес, фінанси та адміністрування                       |                                                          | 8,8%                                                     | 8,8%                                                     |
| Охорона здоров'я                                         | Охорона здоров'я                                         |                                                          | 3,5%                                                     | 3,5%                                                     |
| Освіта, правозахист, муніципальні та урядові служби      | Освіта, правозахист, муніципальні та урядові служби      |                                                          | 24,6%                                                    | 24,6%                                                    |
| Роздрібна торгівля та послуги                            | Роздрібна торгівля та послуги                            |                                                          | 24,6%                                                    | 24,6%                                                    |
| Гуртова торгівля, транспорт та обладнання                | Гуртова торгівля, транспорт та обладнання                |                                                          | 19,3%                                                    | 19,3%                                                    |
| Природні ресурси, сільське господарство                  | Природні ресурси, сільське господарство                  |                                                          | 3,5%                                                     | 3,5%                                                     |
| Виробництво                                              | Виробництво                                              |                                                          | 3,5%                                                     | 3,5%                                                     |

## Клімат
Середня річна температура становить -3,6°C, середня максимальна – 19,2°C, а середня мінімальна – -31,2°C. Середня річна кількість опадів – 488 мм.
| Клімат поселення                              | Клімат поселення | Клімат поселення | Клімат поселення | Клімат поселення | Клімат поселення | Клімат поселення | Клімат поселення | Клімат поселення | Клімат поселення | Клімат поселення | Клімат поселення | Клімат поселення | Клімат поселення |
| Показник                                      | Січ.             | Лют.             | Бер.             | Квіт.            | Трав.            | Черв.            | Лип.             | Серп.            | Вер.             | Жовт.            | Лист.            | Груд.            |                  |
| Середній максимум, °C                         | −18,79           | −15,62           | −8,5             | 2,26             | 10,65            | 17,54            | 19,22            | 18,71            | 11,42            | 4,32             | −7,58            | −17,83           |                  |
| Середня температура, °C                       | −25              | −21,83           | −14,7            | −3,94            | 4,45             | 11,33            | 15,59            | 15,10            | 7,80             | 0,70             | −11,2            | −21,46           |                  |
| Середній мінімум, °C                          | −31,21           | −28,04           | −20,9            | −10,15           | −1,77            | 5,13             | 11,97            | 11,47            | 4,17             | −2,92            | −14,82           | −25,08           |                  |
| Норма опадів, мм                              | 20               | 17               | 16               | 23               | 41               | 56               | 86               | 76               | 61               | 42               | 30               | 20               |                  |
| Середньомісячна швидкість вітру, м/с          | 3.60             | 3.60             | 3.80             | 4.10             | 4.00             | 3.90             | 3.60             | 3.70             | 3.90             | 3.96             | 3.70             | 3.40             |                  |
| Середньомісячна сонячна радіація, кДж/м²·день | 2649             | 6198             | 12376            | 17916            | 21059            | 21984            | 20345            | 16072            | 9833             | 5272             | 2680             | 1705             |                  |
| --------------------------------------------- | ---------------- | ---------------- | ---------------- | ---------------- | ---------------- | ---------------- | ---------------- | ---------------- | ---------------- | ---------------- | ---------------- | ---------------- | ---------------- |
| Джерело:                                      |                  |                  |                  |                  |                  |                  |                  |                  |                  |                  |                  |                  |                  |